# Кална (Црна Трава)
Кална је насеље у Србији у општини Црна Трава у Јабланичком округу. Према попису из 2022. било је 58 становника.

## Географија
Село Кална је старо српско насеље у садашњој црнотравској општини. Налази се на североисточном крају општине, удаљено од Црне Траве 35км. Смештено је између планине Тумбе и југословенско-бугарске границе на надморској висини од 500 до 1100 метара. Просторно је једно од највећих села у општини и Лесковачком региону.
Кална је изразито брдско-планинско село, са пуно стрмих падина оштрих коса, долова и дубоко усечених удолина преко којих се прилично посне њиве, ливаде и пашњаци смењују са буковом шумом и габровином. У шаренилу рељефне разуђености има више десетина малих извора, потока и поточића. Кроз село протиче Каланска река која се у месту Састав Река улива у реку Власину.
Ливаде, бројни пропланци, долине река и потока обилују разним биљним светом: траве, висибабе, јагорчевине, камилице, мајчине душице, маслачка, дивље детелине, затим шумских јагода, малина и купина, шипурака, разним врстама печурака. То огромно богаство биљног света чини да цео крај нарочито у пролеће подсећа на непрегледну башту разнобојног цвећа, дивљег шибља и растиња. Надморска висина Калну (центар села се налази на 900м) чини је погодном за одмор и опоравак.

## Историја
У народу живи предање да је Кална добила име по калу, блату кога је овде наводно било. „Беле кали“ је нарочито било на месту садашњег центра села па су жене са њим прале веш. Колико има истине у овом народном предању није утврђено. Поред овог тумачења постоји једно сасвим другачије тумачење имена Калне. По речима Петра Гагулића пензионисаног свештеника из Ниша, који се дуго бавио проучавањем црквених прилика у овом делу Србије, име Кална потиче од грчке речи калос што у преводу значи добар. Из ње се изводе речи калинора – добра земља, калолимани – добра лука. У прилог овој тврдњи иде чињеница да се Кална према турским прописима из 16. века првобитно звала Кална Лука. После исељавања становништва из првобитне Калне због куге следи поновно њено насељавање. Први нови становници досељавају се са Власине, Црне Траве и Знепоља (сада Бугарска).
Први становници Калне су живели у родовским задругама. Живели су у веома примитивним кућама („иземице“ и „бусаче“) саграђеним од дрвета или прућа и омазаним блатом, углавном са једном просторијом. На малим отворима који су служили као прозори, стављане су осушене и остругане овчије или козје коже. У кошевима од прућа држали су пољопривредне производе, првенствено жито. Бавили су се претежно овчарством и имали су велика стада.
Децембра 1877. године Кална је ослобођена од турског ропства. У месту је 1879. године пописано 96 кућа, са укупно 900 душа и 204 пореске главе. Некада за време Турака село је било збијено, око господара, а када је постало српско, куће су се раштркале по великом простору. Говорило се 1908. године да је то село дуго пет сати хода. Године 1901. постоји општина Каланска у чијем саставу су: Кална (као седиште), Градска, Дешч. Кладенац, Јабуковац и Преслап.
Разрешен је децембра 1887. године учитељски заступник у Кални, Никола Ристић (дошао 1886). Дошао је октобра 1890. године за учитеља Ђорђе Тешић. Премештен је у Калну крајем 1903. године млади учитељ Милан Димитријевић. Умро је у Кални марта 1894. године тамошњи болесни учитељ Светомир Поповић. По молби постао је месни учитељ Димитрије Тасић. Тихомир Ђорђевић познати научник је посетио Калну 1896. године као школски инспектор. У месту је 1896. године радила четвороразредна мушка основна школа са 54 ђака. По разредима, од првог: 15, 18, 15 и 6. Учитељ је био у то време (1895-1898) Сава М. Банковић. А године 1899. ту ради у сеоској школи учитељ Божин Живковић. Био је 1902. године у месту учитељ Јордан П. Илић. По казни је ту 1903. године намештен учитељ из Владичиног Хана, Милан Исаиловић. Распуштена је школа у Кални десет дана 1903. године док је учитељ био болестан. Био је то Светозар Недељковић који је завршио Учитељску школу и положио испит. Учитељ Лазар Ћирковић је 1908. године постао стални. Године 1909. се каже да је у том месту уписан 61 ученик, али у школу долази њих 26. Разлог је што су родитељи печалбари а деца морају да раде код куће са стоком. По завршетку Првог светског рата 1920. године за учитеља у школи у Кални није било кандидата. Рус, Алекса Јерофејев ухлебљен је као учитељ у Кални 1924. године.
Отишао је из села 1929. године лекар дневничар др Василије Мејер. Радила је у месту Жандармеријска станица (1932).

## Демографија
У насељу Кална живи 131 пунолетни становник, а просечна старост становништва износи 52,1 година (47,8 код мушкараца и 56,4 код жена). У насељу има 72 домаћинства, а просечан број чланова по домаћинству је 2,04.
Ово насеље је у потпуности насељено Србима (према попису из 2002. године), а у последња три пописа, примећен је пад у броју становника.
|  |

| Демографија | Демографија | Демографија |
| Година      | Становника  | Становника  |
| ----------- | ----------- | ----------- |
| 1948.       | 826         |             |
| 1953.       | 817         |             |
| 1961.       | 885         |             |
| 1971.       | 720         |             |
| 1981.       | 441         |             |
| 1991.       | 217         | 214         |
| 2002.       | 147         | 147         |
| 2011.       | 86          |             |
| 2022.       | 58          |             |

| Етнички састав према попису из 2002.‍ | Етнички састав према попису из 2002.‍ | Етнички састав према попису из 2002.‍ | Етнички састав према попису из 2002.‍ | Етнички састав према попису из 2002.‍ |
| ------------------------------------ | ------------------------------------ | ------------------------------------ | ------------------------------------ | ------------------------------------ |
|                                      |                                      |                                      |                                      |                                      |
| Срби                                 | Срби                                 |                                      | 147                                  | 100,0%                               |

| Година пописа     | 1948. | 1953. | 1961. | 1971. | 1981. | 1991. | 2002. |
| ----------------- | ----- | ----- | ----- | ----- | ----- | ----- | ----- |
| Број домаћинстава | 152   | 148   | 145   | 159   | 130   | 90    | 72    |

| Број чланова      | 1  | 2  | 3 | 4 | 5 | 6 | 7 | 8 | 9 | 10 и више | Просек |
| ----------------- | -- | -- | - | - | - | - | - | - | - | --------- | ------ |
| Број домаћинстава | 34 | 22 | 4 | 5 | 5 | 2 | 0 | 0 | 0 | 0         | 2,04   |

| Пол    | Укупно | Неожењен/Неудата | Ожењен/Удата | Удовац/Удовица | Разведен/Разведена | Непознато |
| ------ | ------ | ---------------- | ------------ | -------------- | ------------------ | --------- |
| Мушки  | 68     | 30               | 32           | 5              | 1                  | 0         |
| Женски | 68     | 11               | 32           | 23             | 2                  | 0         |
| УКУПНО | 136    | 41               | 64           | 28             | 3                  | 0         |

| Пол    | Укупно                    | Пољопривреда, лов и шумарство | Рибарство                            | Вађење руде и камена | Прерађивачка индустрија       |
| ------ | ------------------------- | ----------------------------- | ------------------------------------ | -------------------- | ----------------------------- |
| Мушки  | 31                        | 16                            | 0                                    | 0                    | 1                             |
| Женски | 11                        | 6                             | 0                                    | 0                    | 4                             |
| УКУПНО | 42                        | 22                            | 0                                    | 0                    | 5                             |
| Пол    | Производња и снабдевање   | Грађевинарство                | Трговина                             | Хотели и ресторани   | Саобраћај, складиштење и везе |
| Мушки  | 0                         | 8                             | 0                                    | 0                    | 1                             |
| Женски | 0                         | 0                             | 0                                    | 1                    | 0                             |
| УКУПНО | 0                         | 8                             | 0                                    | 1                    | 1                             |
| Пол    | Финансијско посредовање   | Некретнине                    | Државна управа и одбрана             | Образовање           | Здравствени и социјални рад   |
| Мушки  | 0                         | 0                             | 2                                    | 1                    | 0                             |
| Женски | 0                         | 0                             | 0                                    | 0                    | 0                             |
| УКУПНО | 0                         | 0                             | 2                                    | 1                    | 0                             |
| Пол    | Остале услужне активности | Приватна домаћинства          | Екстериторијалне организације и тела | Непознато            | Непознато                     |
| Мушки  | 1                         | 0                             | 0                                    | 1                    | 1                             |
| Женски | 0                         | 0                             | 0                                    | 0                    | 0                             |
| УКУПНО | 1                         | 0                             | 0                                    | 1                    | 1                             |